# Carel Jacobus Behr
Carel Jacobus Behr (Den Haag, 9 juli 1812 - aldaar, 11 november 1895) was een Nederlands kunstschilder, aquarellist en tekenaar.
Behr was een leerling van Bartholomeus Johannes van Hove. Hij schilderde voornamelijk stadsgezichten, genrestukken en portretten.

## Galerij

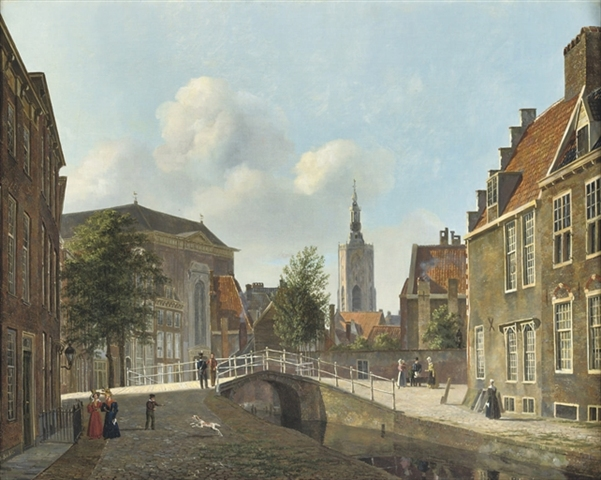
Dagelijks tafereel langs de Paviljoensgracht met de St. Jacobskerk in de verte, Den Haag.
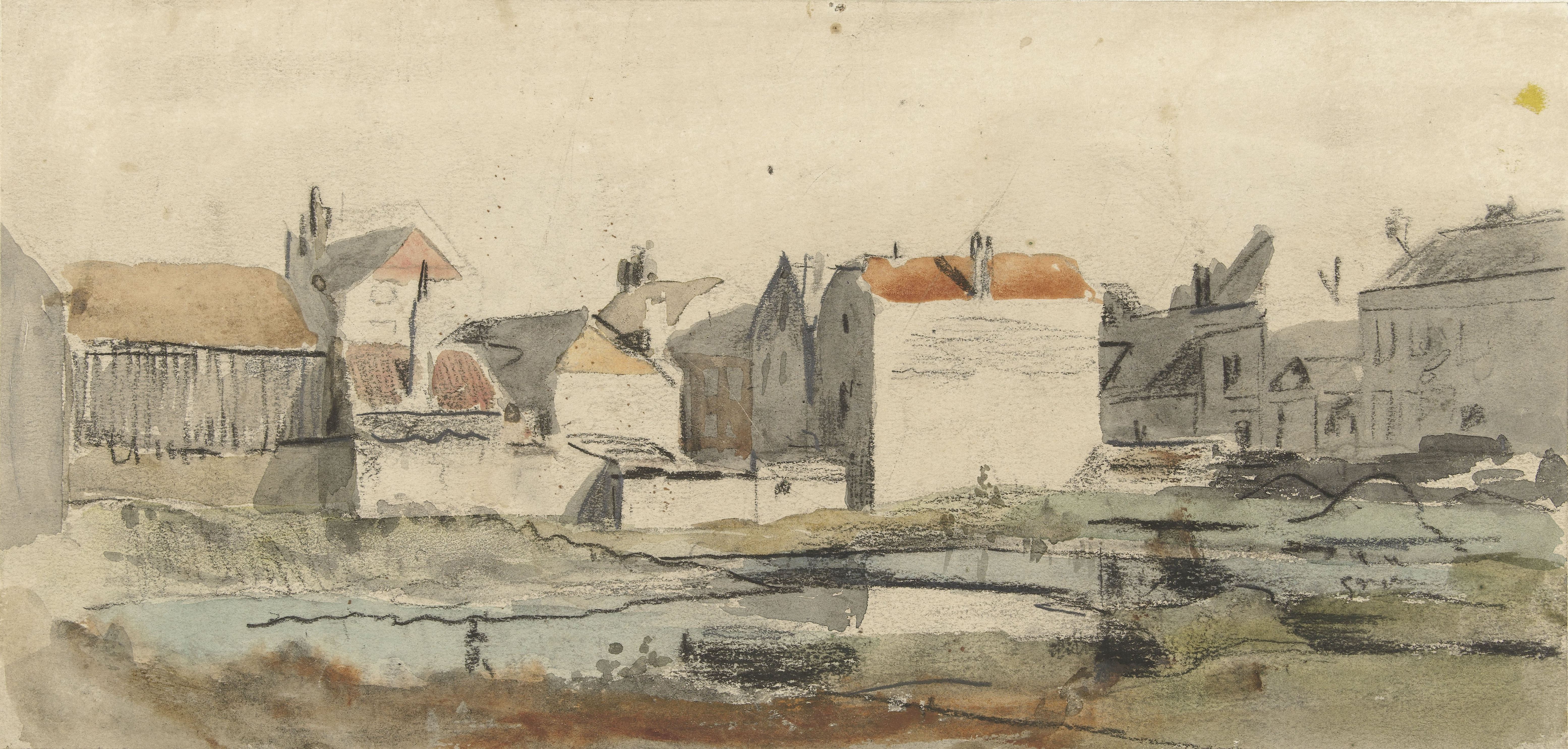
Buitenkant van een stad in aanbouw
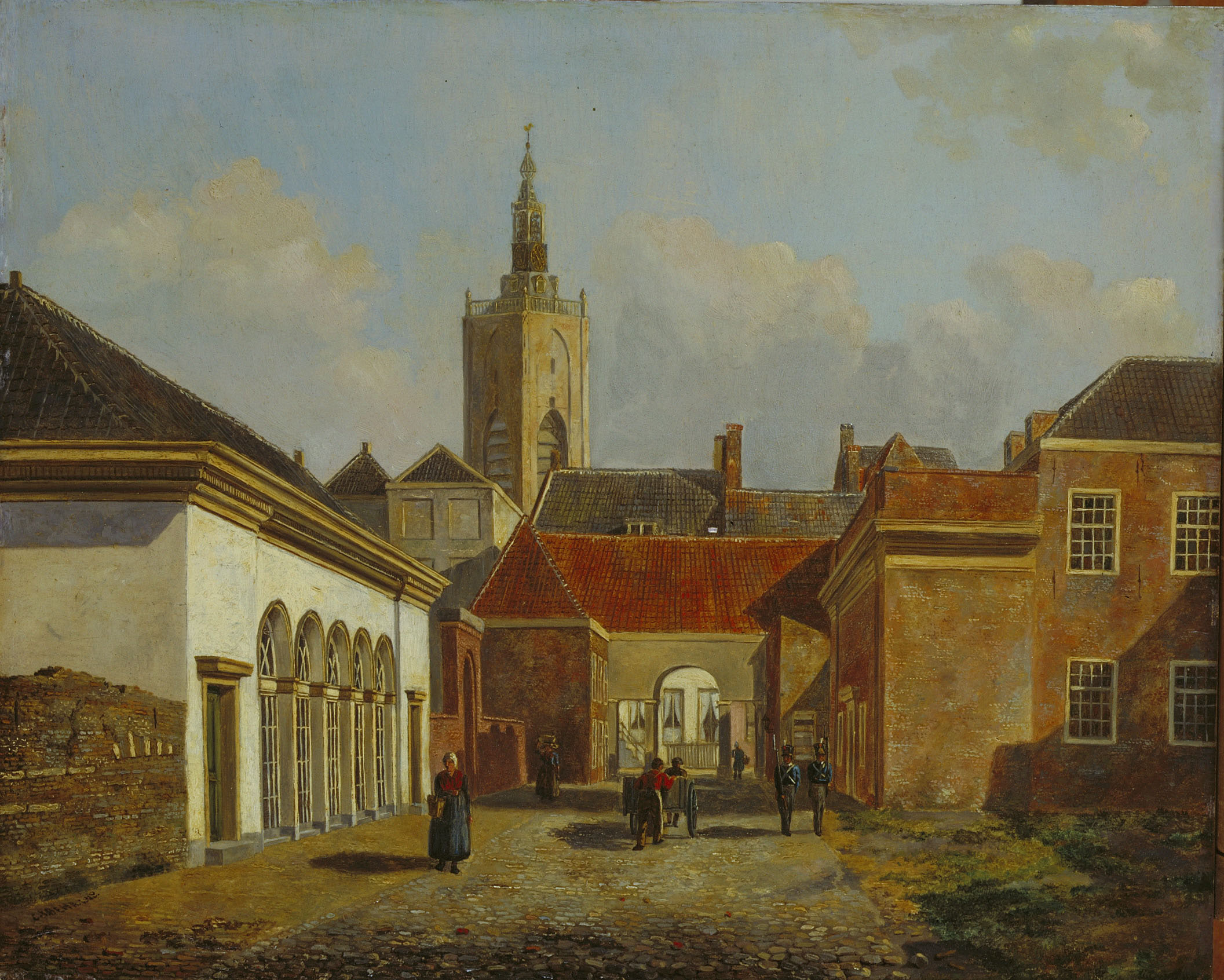
De Korte Lombardstraat (1828)
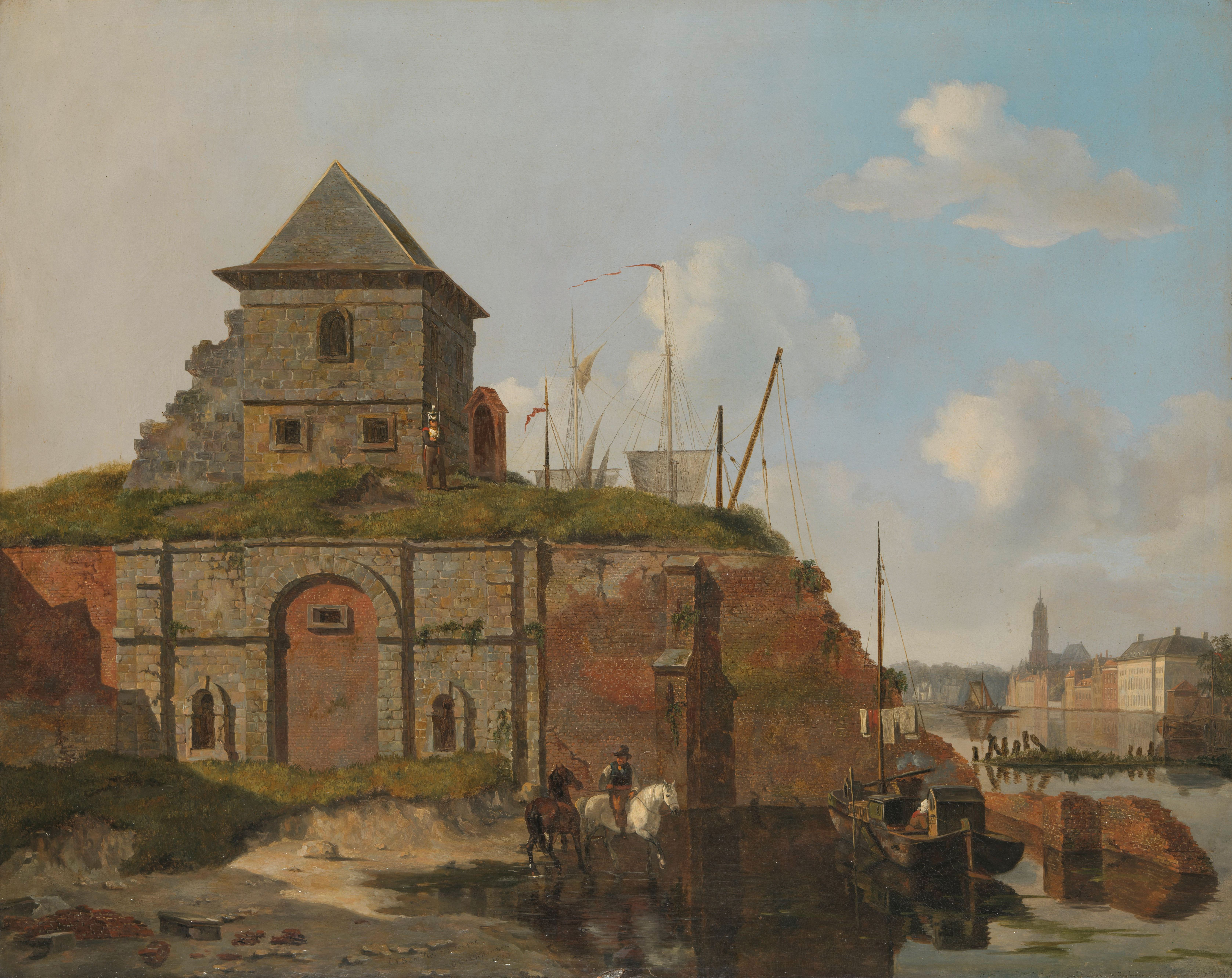
Stadswal met kruitmagazijn (1830)
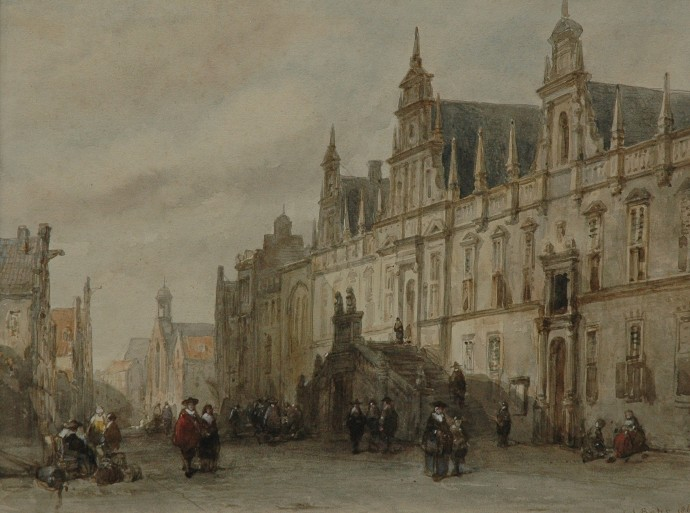
Gezicht op het Stadhuis van Leiden (1860)
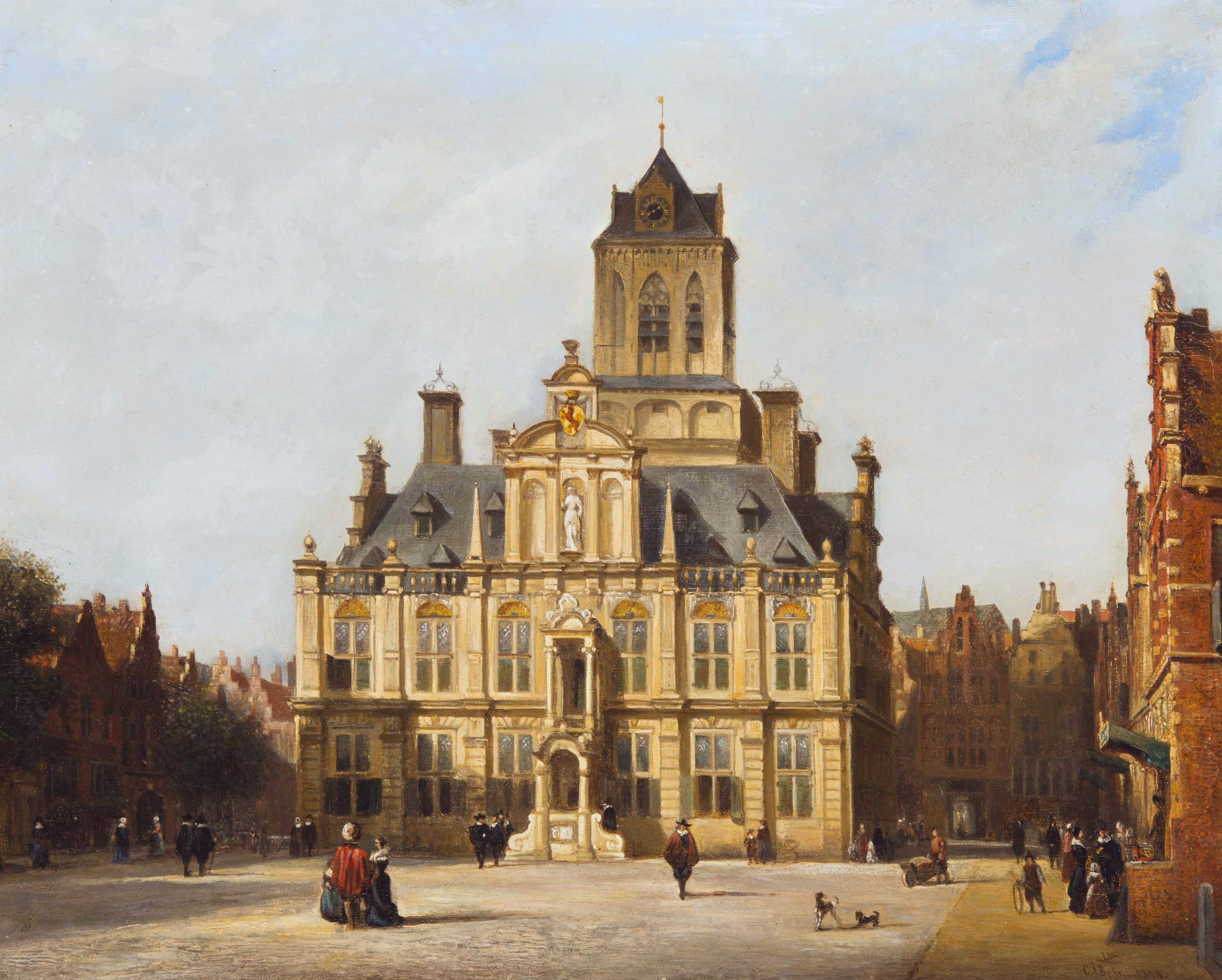
Stadhuis van Delft (1878)

- Biografisch Portaal: 10850163
- International Standard Name Identifier: 0000 0000 6953 9400
- Nederlandse Thesaurus van Auteursnamen: 069924740
- RKD-Nederlands Instituut voor Kunstgeschiedenis: 5987
- Union List of Artist Names: 500031203
- Virtual International Authority File: 95873921
- WorldCat: E39PBJxt3h8mYGwq8dbDPvqWjC